# Venerable Hermandad Sacramental de San Lázaro y Cofradía Penitencial del Santísimo Cristo del Calvario y María Santísima de los Dolores
La Venerable Hermandad Sacramental de San Lázaro y Cofradía Penitencial del Santísimo Cristo del Calvario y María Santísima de los Dolores es una hermandad de culto católico que tiene su sede canónica en la Parroquia de San Lázaro de la ciudad de San Cristóbal de La Laguna, en la isla de Tenerife, en la comunidad autónoma de Canarias (España).

## Historia
Se trata de una cofradía ubicada en el barrio de San Lázaro en el extrarradio del casco antiguo de la ciudad. Sin embargo, participa en los desfiles procesionales del casco lagunero. La cofradía fue fundada el 7 de octubre de 1977 por iniciativa de un grupo de jóvenes vecinos del barrio con el apoyo del canónigo Pedro Juan Hernández.
Tiene como titular la imagen del Cristo crucificado que preside un enclave vinculado a la Semana Santa de la ciudad desde el siglo XVI, El Calvario de San Lázaro. Es el único paso de calvario que procesiona en Canarias. Posteriormente la institución adquirió el carácter de hermandad de gloria y sacramental.

## Titulares
- Santísimo Cristo del Calvario: Imagen del Cristo realizado por el escultor gomero Francisco Alonso de la Raya en 1670. Originalmente estaba en un convento de monjas del municipio de Garachico. Los dos ladrones (Dimas y Gestas) son obras procedentes de Cuba de finales del siglo XVIII. Por su parte, el escultor orotavense Ezequiel de León talló las imágenes de la Virgen de los Dolores, San Juan Evangelista y Santa María Magdalena en 1985.

## Salidas Procesionales
- Vigésimo séptimo día de Cuaresma (Viernes de Lázaro): A las 20:00 horas procesión de San Lázaro de Betania.[2]

- Jueves Santo: A las 21:00 horas procesión del Santísimo Cristo del Calvario.[2]

- Viernes Santo: A las 17:00 horas, Procesión Magna.[2]